# القلعة (حفاش)

تعديل مصدري - تعديل

القلعة هي إحدى قرى عزلة الملاحنة بمديرية حفاش التابعة لمحافظة المحويت، بلغ تعداد سكانها 281 نسمة حسب تعداد اليمن لعام 2004.